# Oppidum de la Cloche
L'oppidum de la Cloche est un site archéologique situé dans les Bouches-du-Rhône (France), à la limite entre les communes du Rove et des Pennes-Mirabeau,  sur une butte avancée au nord du massif de la Nerthe, surplombant la route de la Nerthe et est lié à son histoire. 
Ce site du second âge du fer a probablement été fondé au IIIe siècle av. J.-C. Il est peut-être issu de l'oppidum de Teste-Negre non loin de là. Il a été intégralement remanié au début du Ier siècle av. J.-C. et détruit lors du siège de Massilia par les troupes de Jules César en -49 avant notre ère.
Le site est classé monument historique en 2004.

## Situation
L'agglomération est située de manière à contrôler une voie reliant l'étang de Berre à Marseille et traversant la Chaîne de l'Estaque. L'oppidum est vraisemblablement intégré au domaine contrôlé par la cité massaliote. Sa destruction au cours du siège de -49 av. J.C. le suggère fortement.

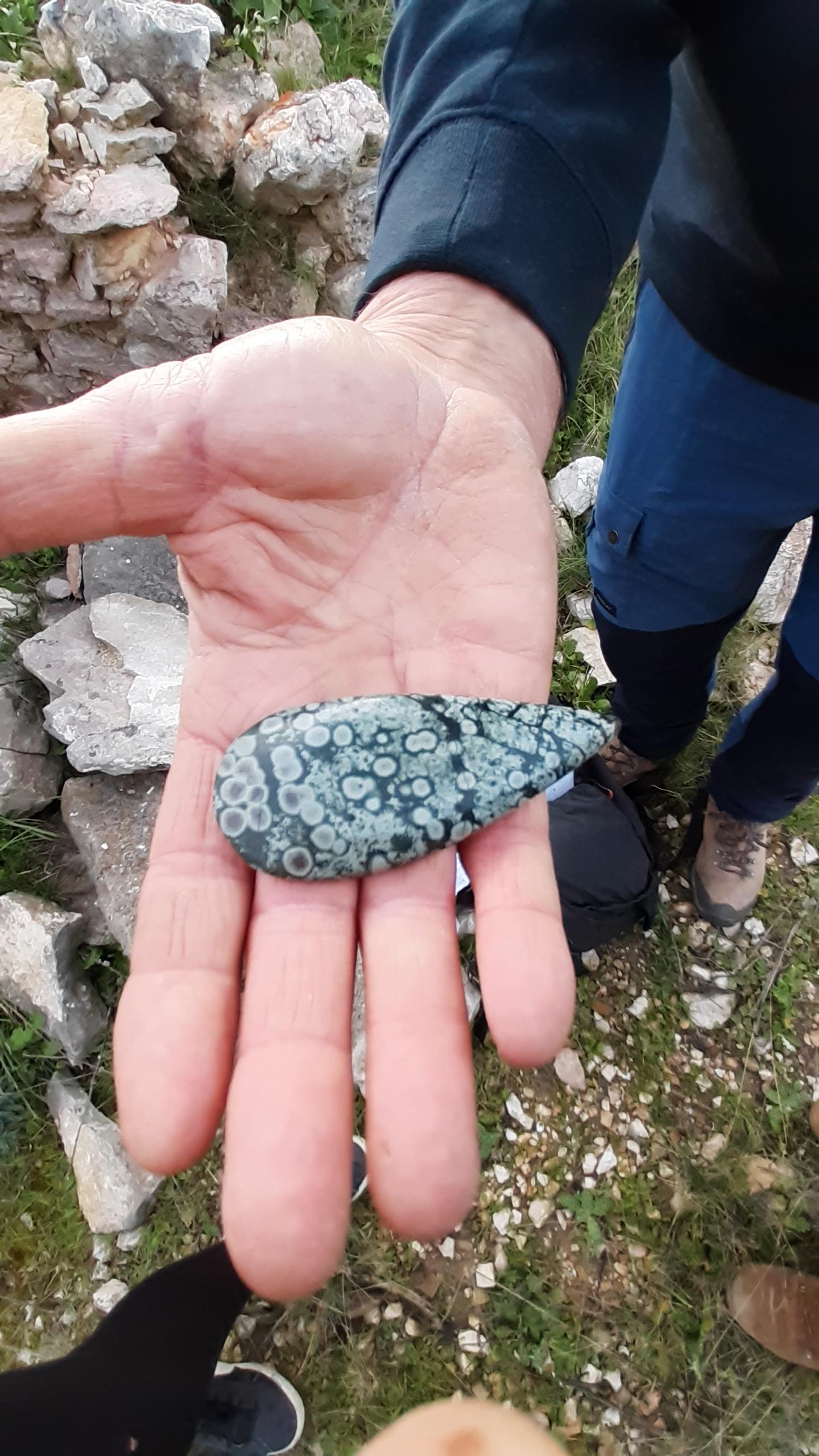
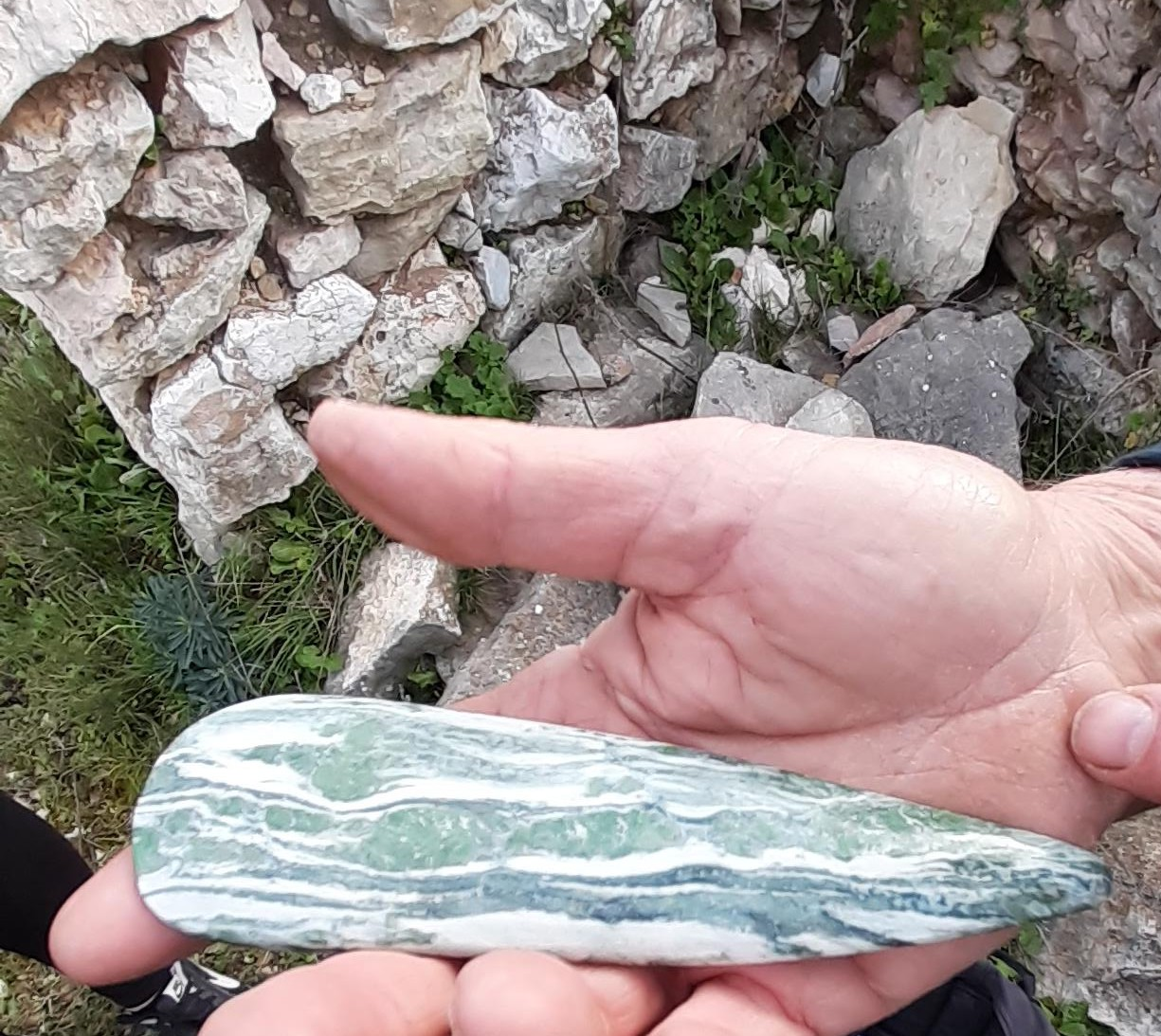
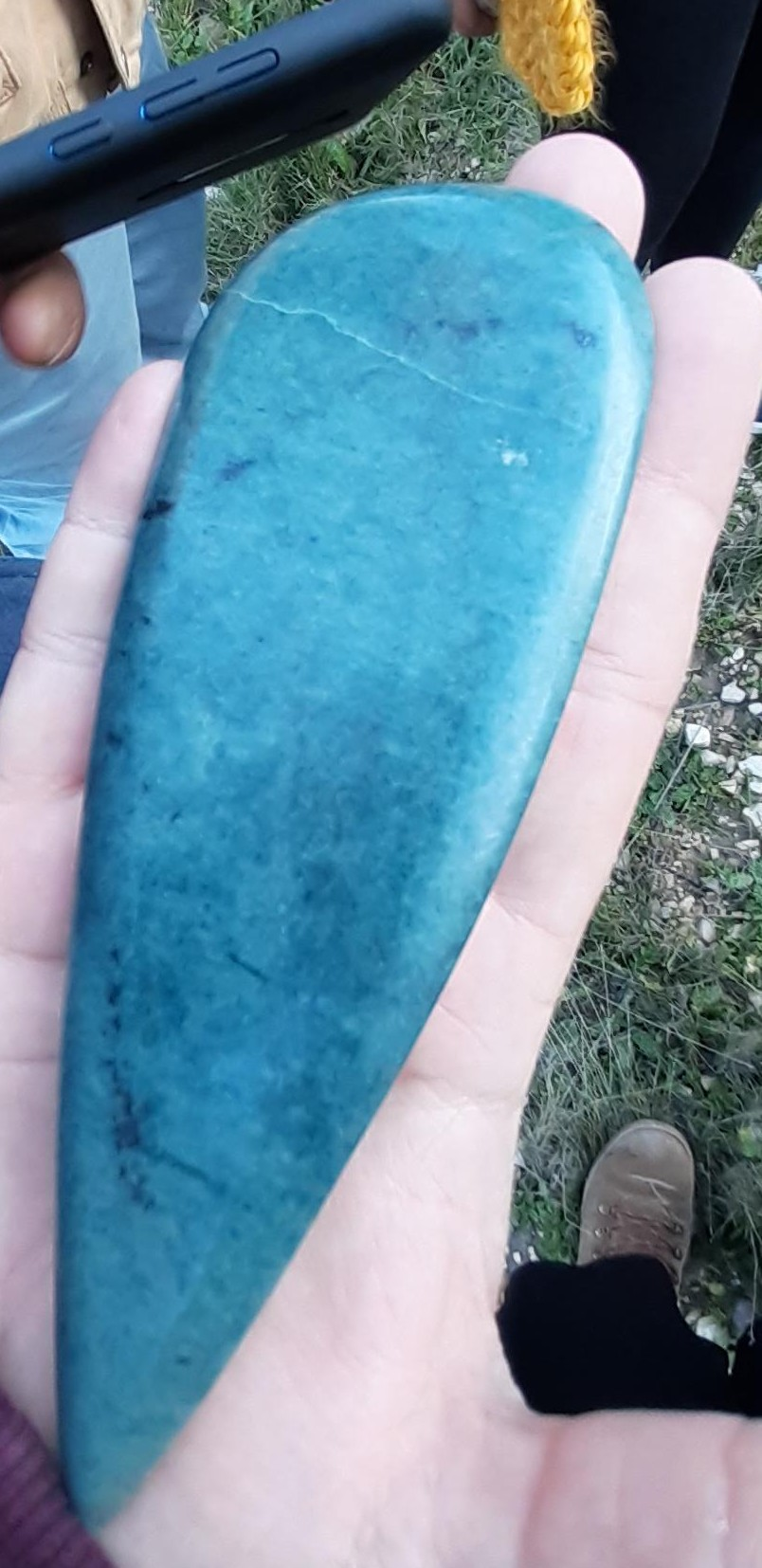
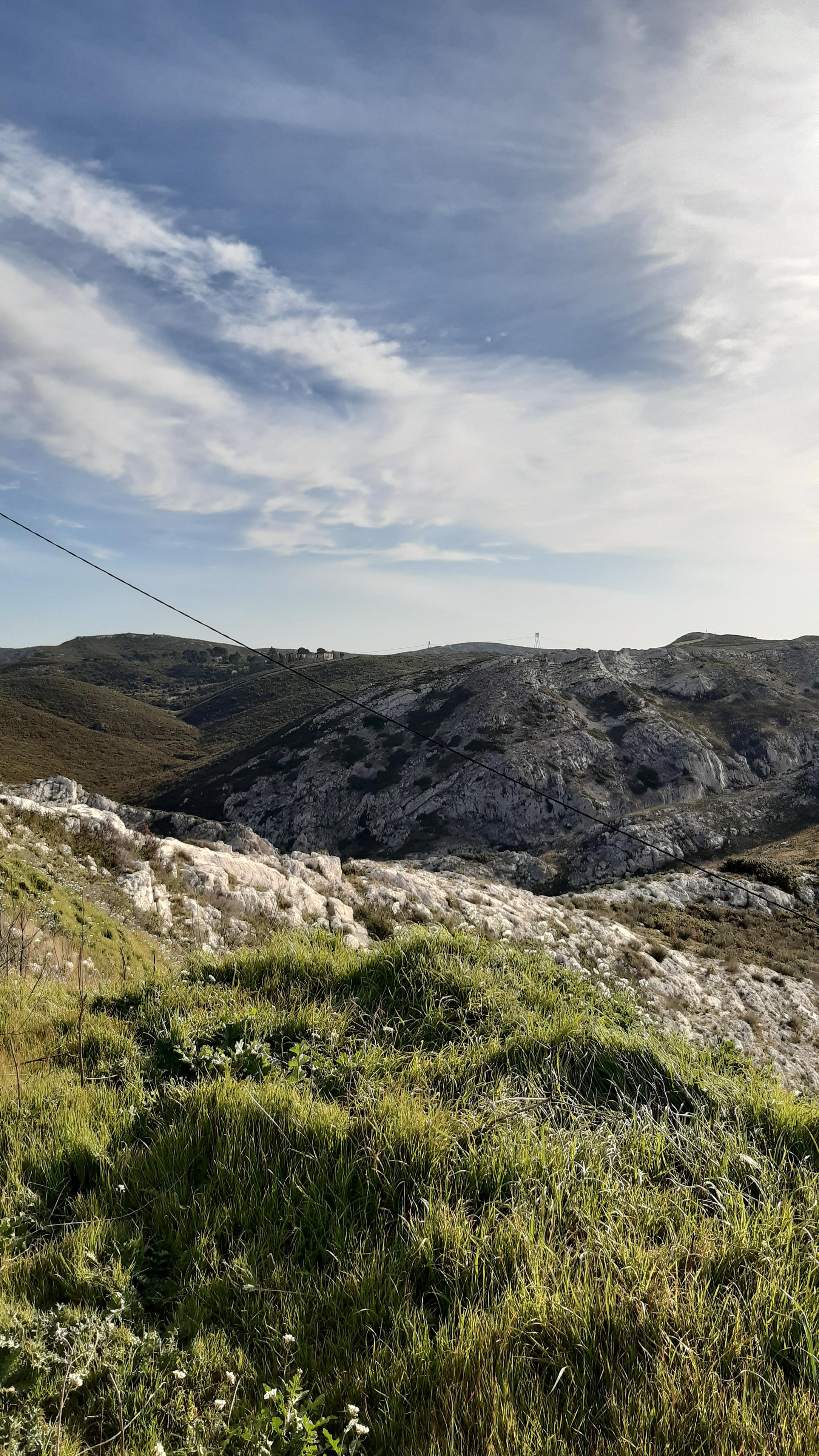
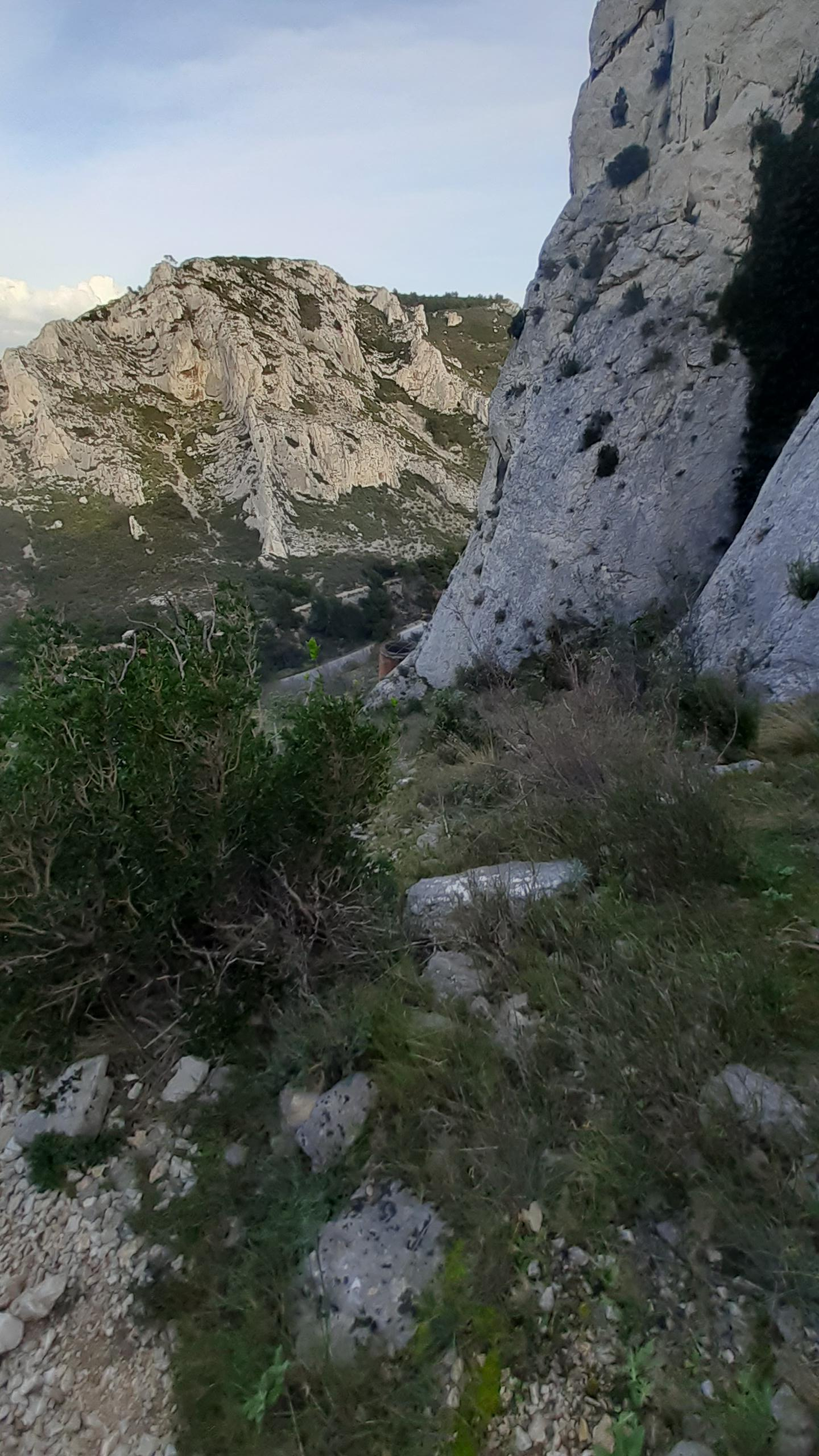
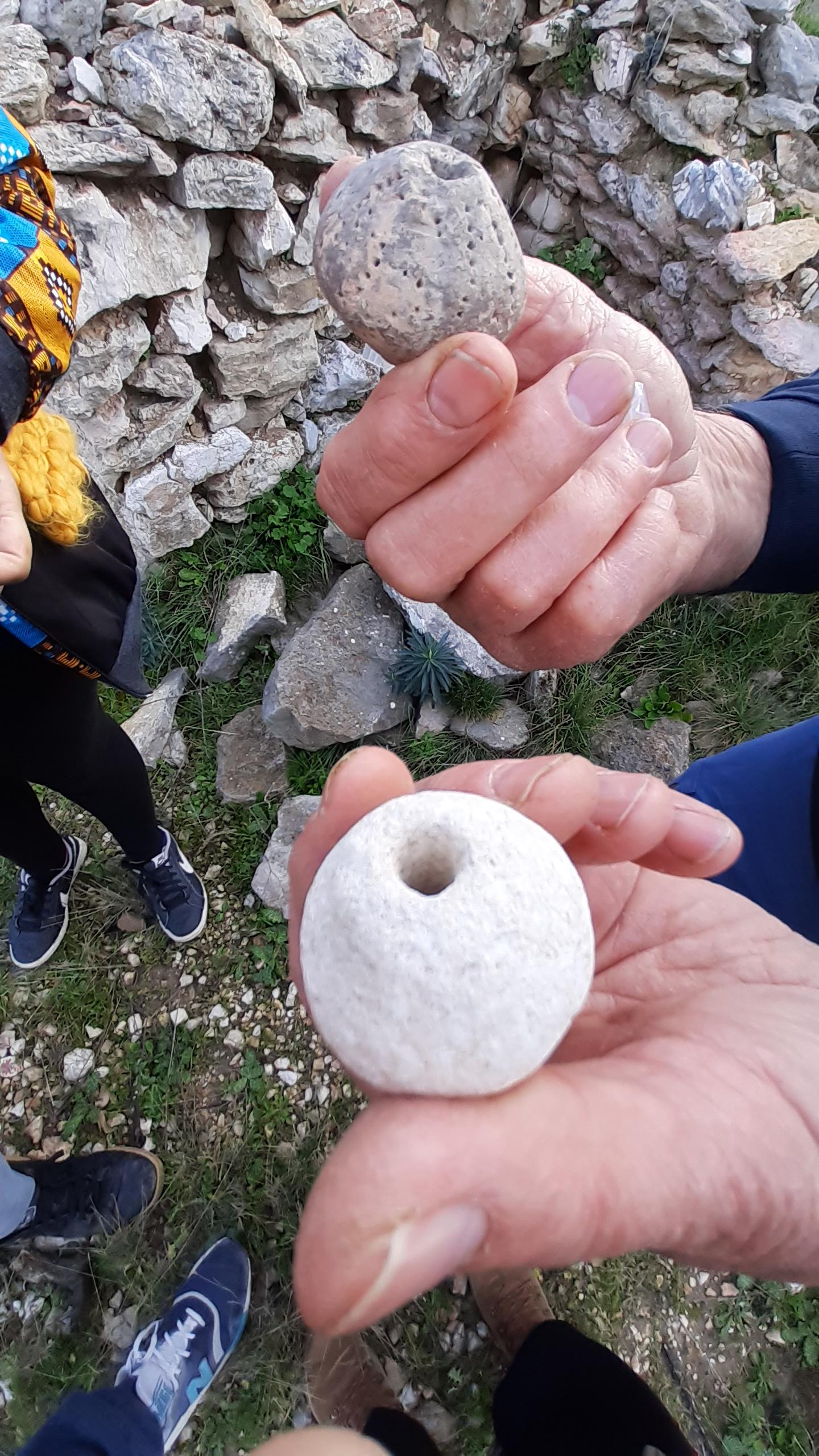
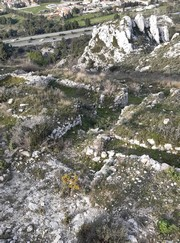
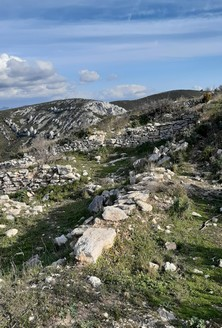
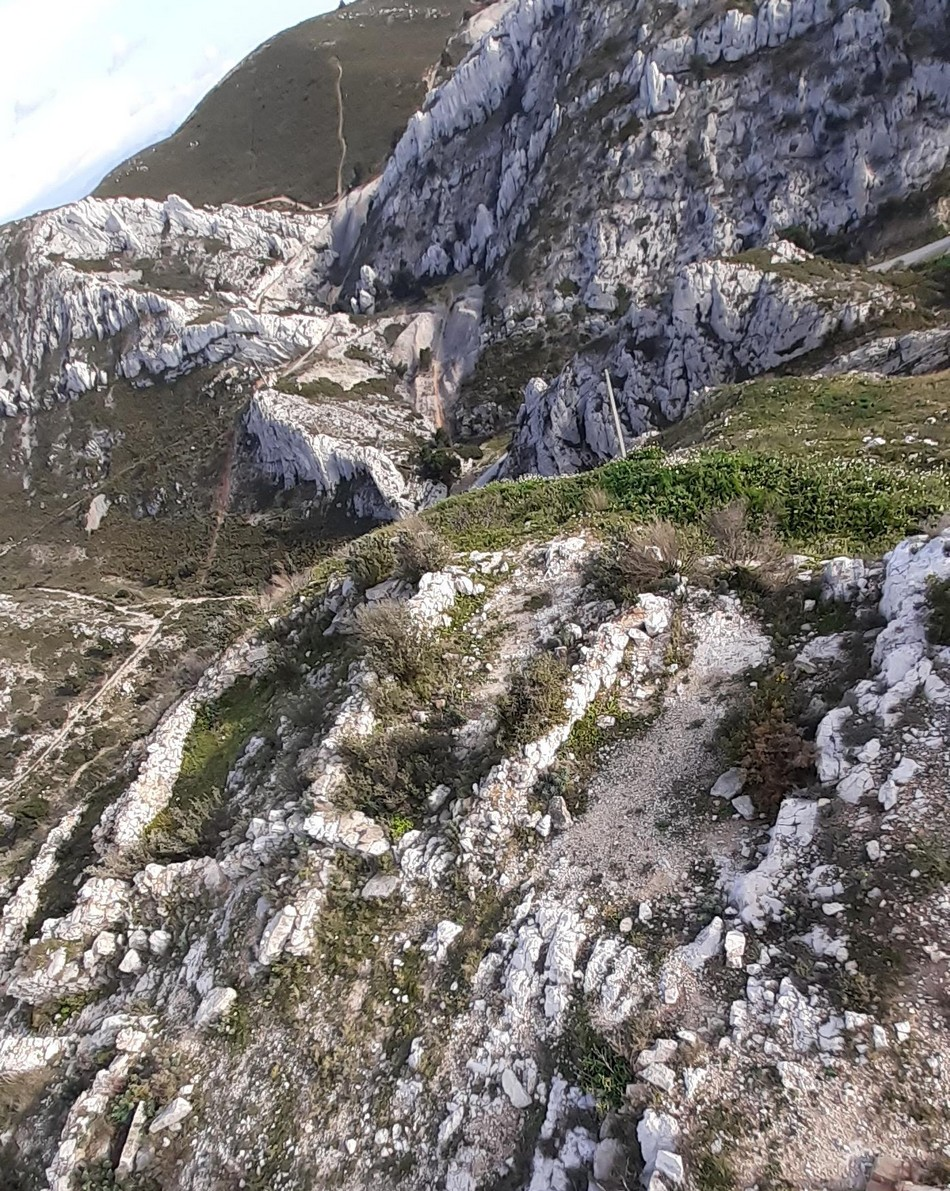
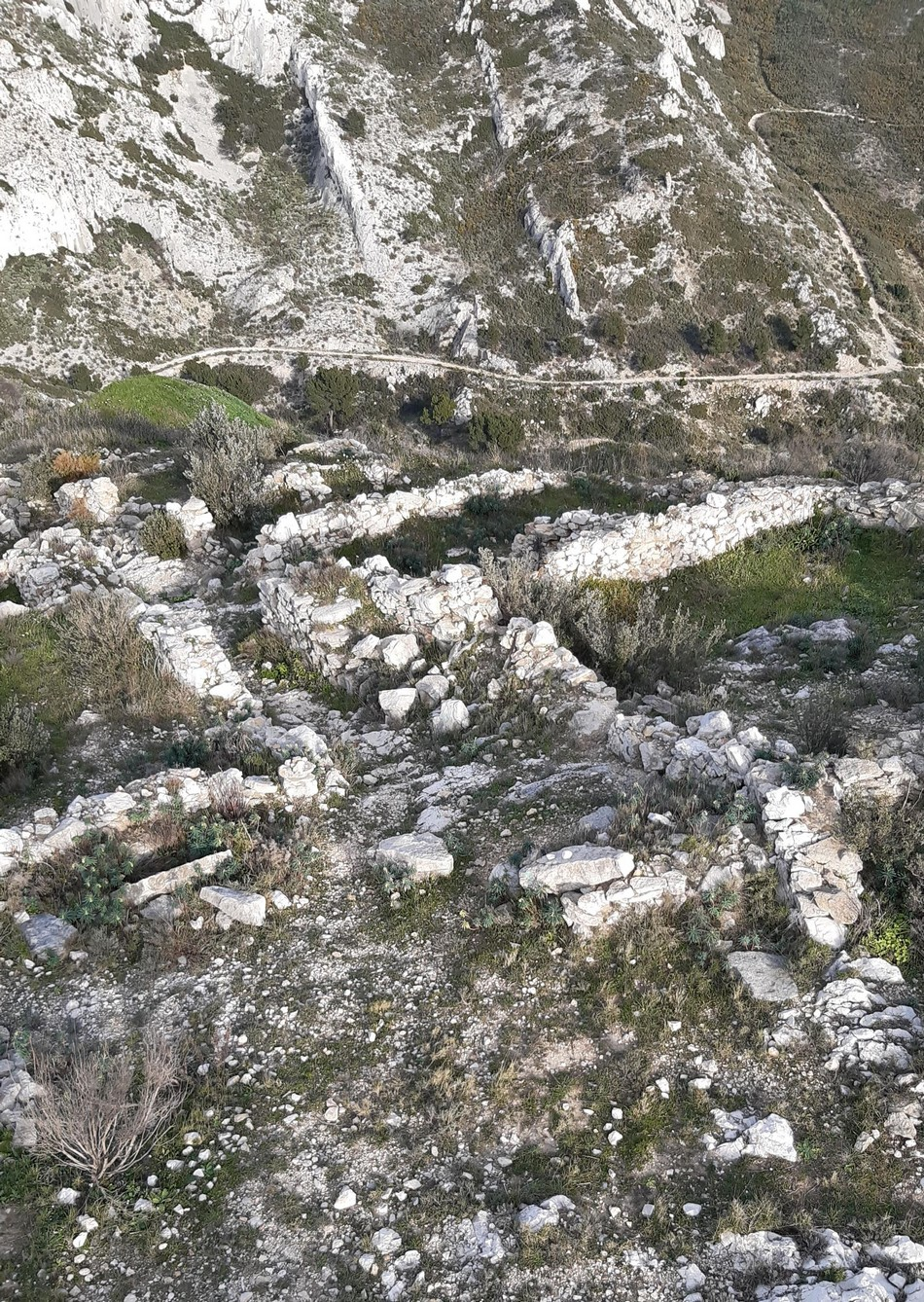
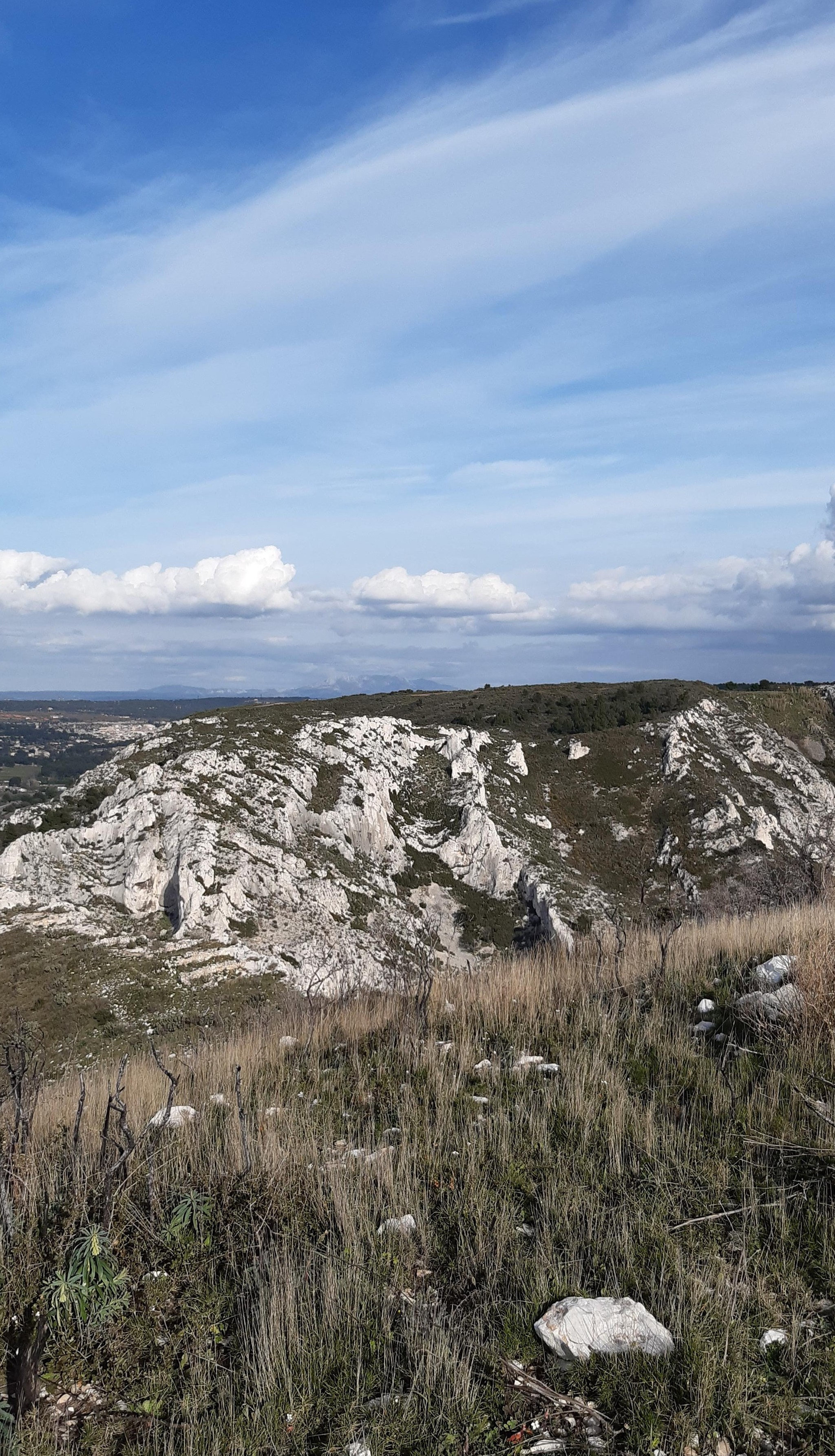
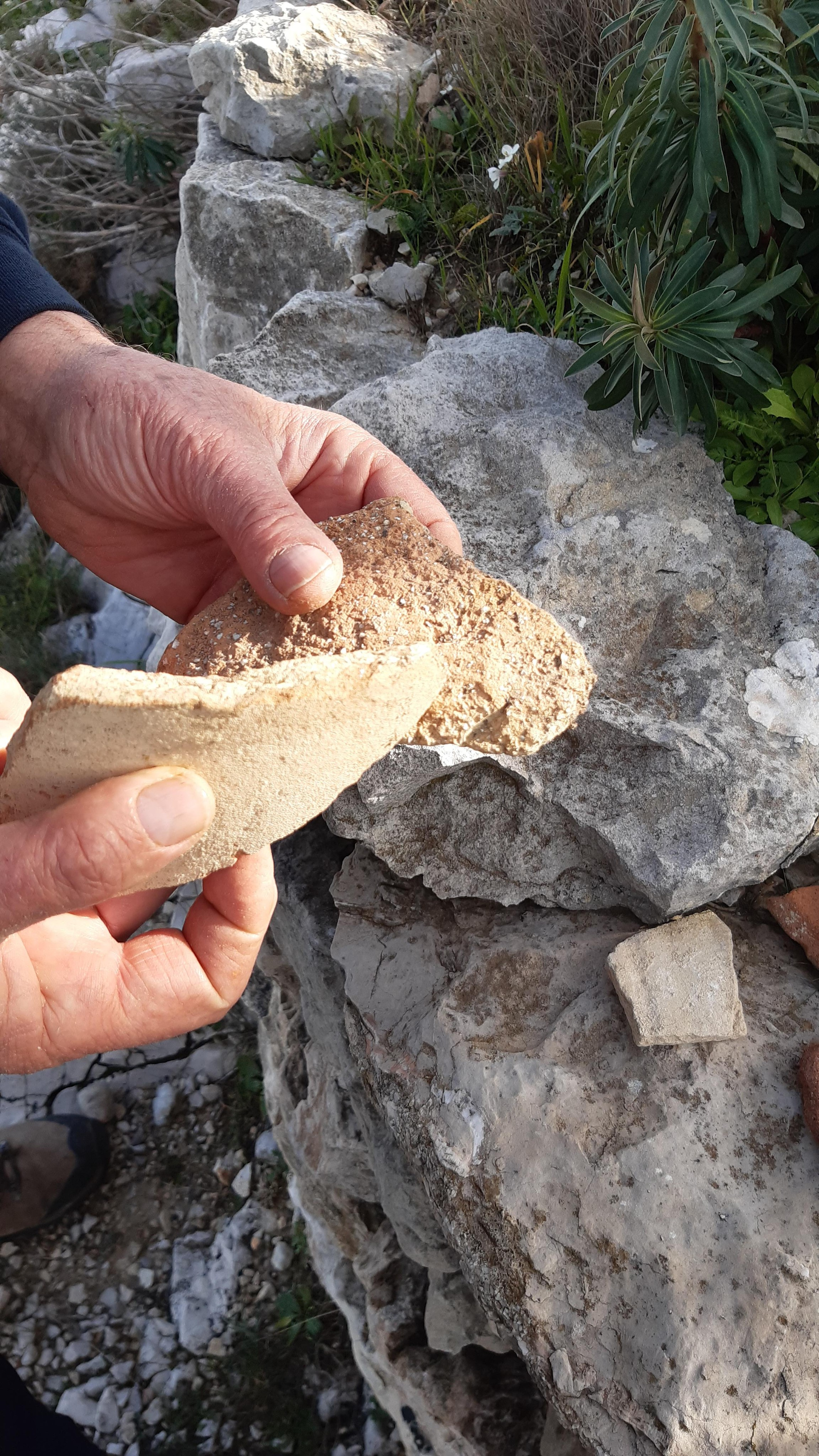
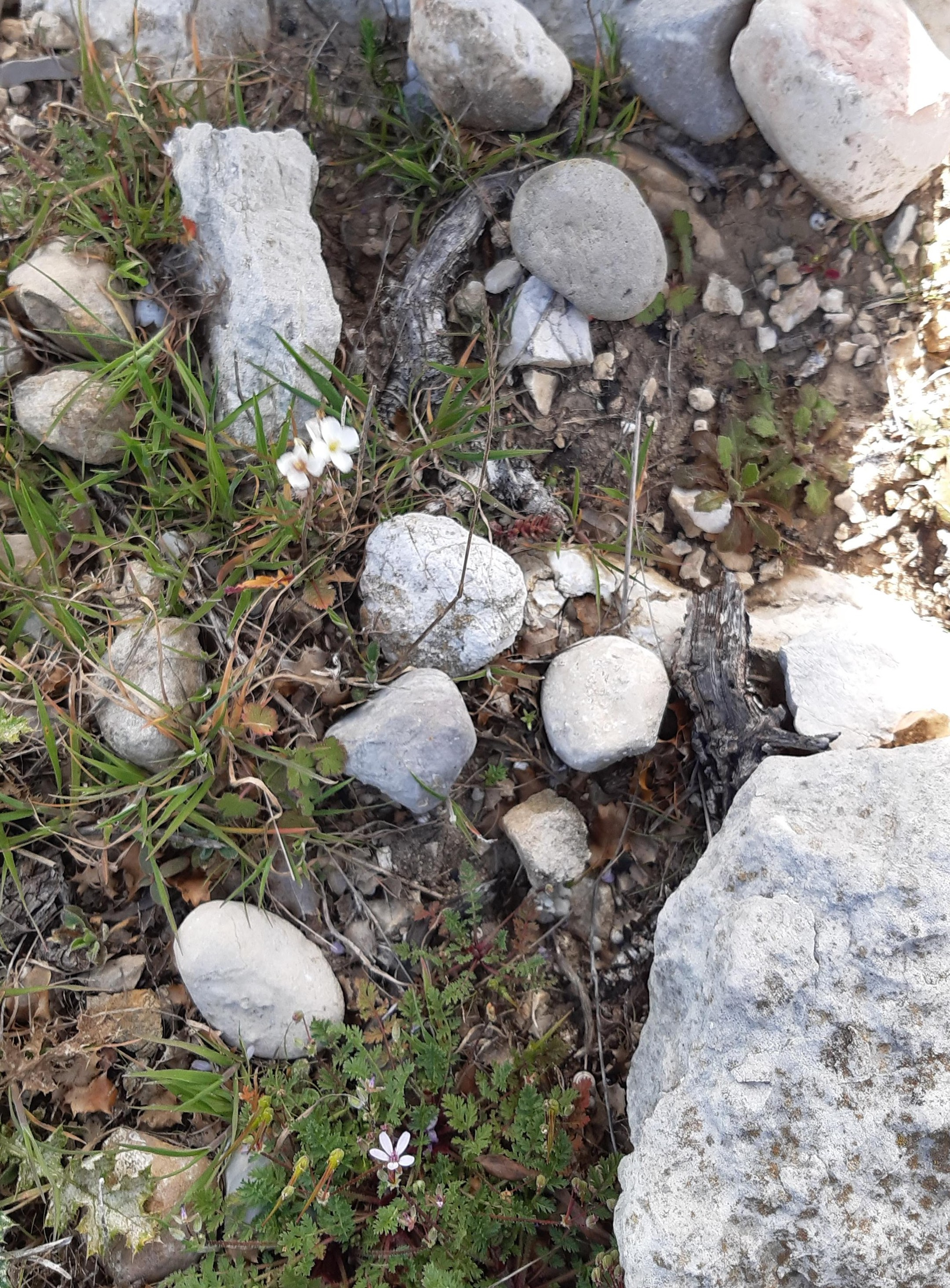
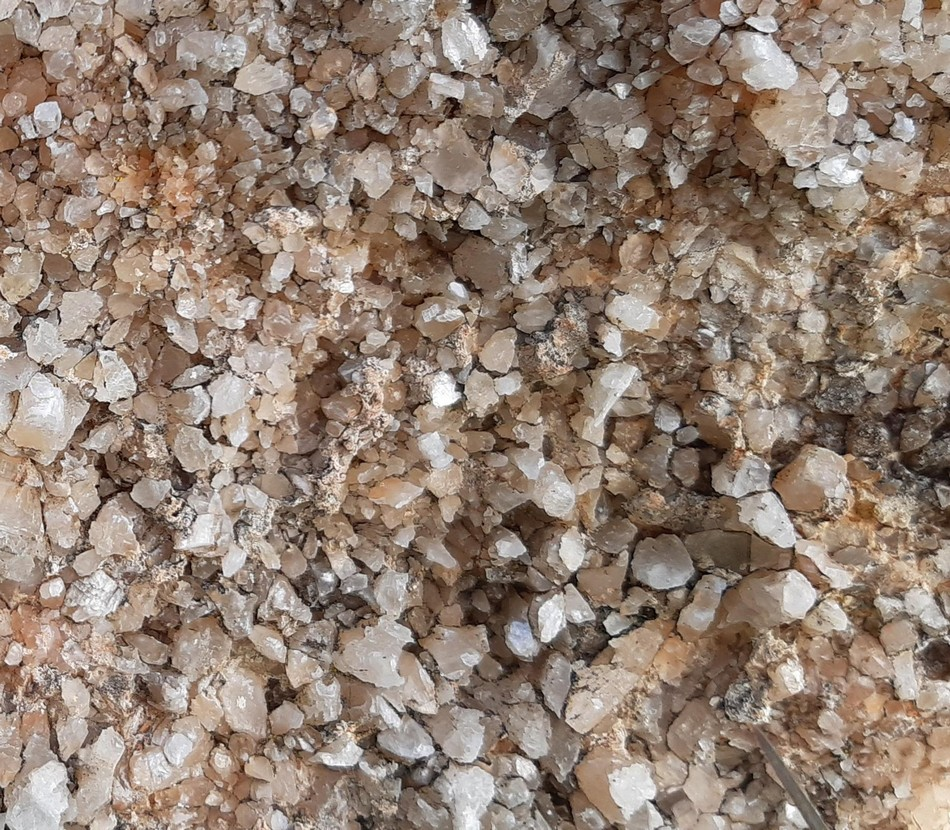
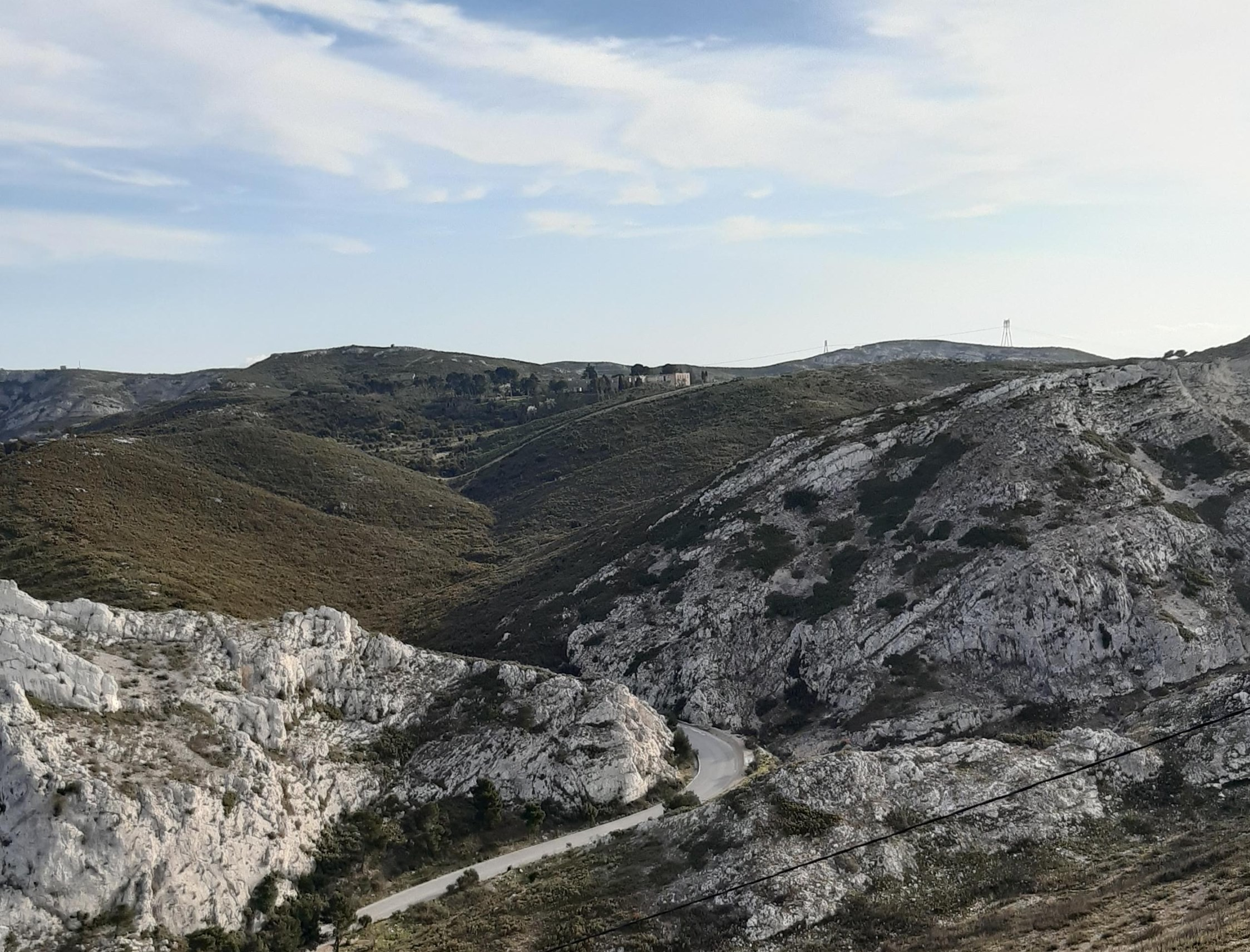
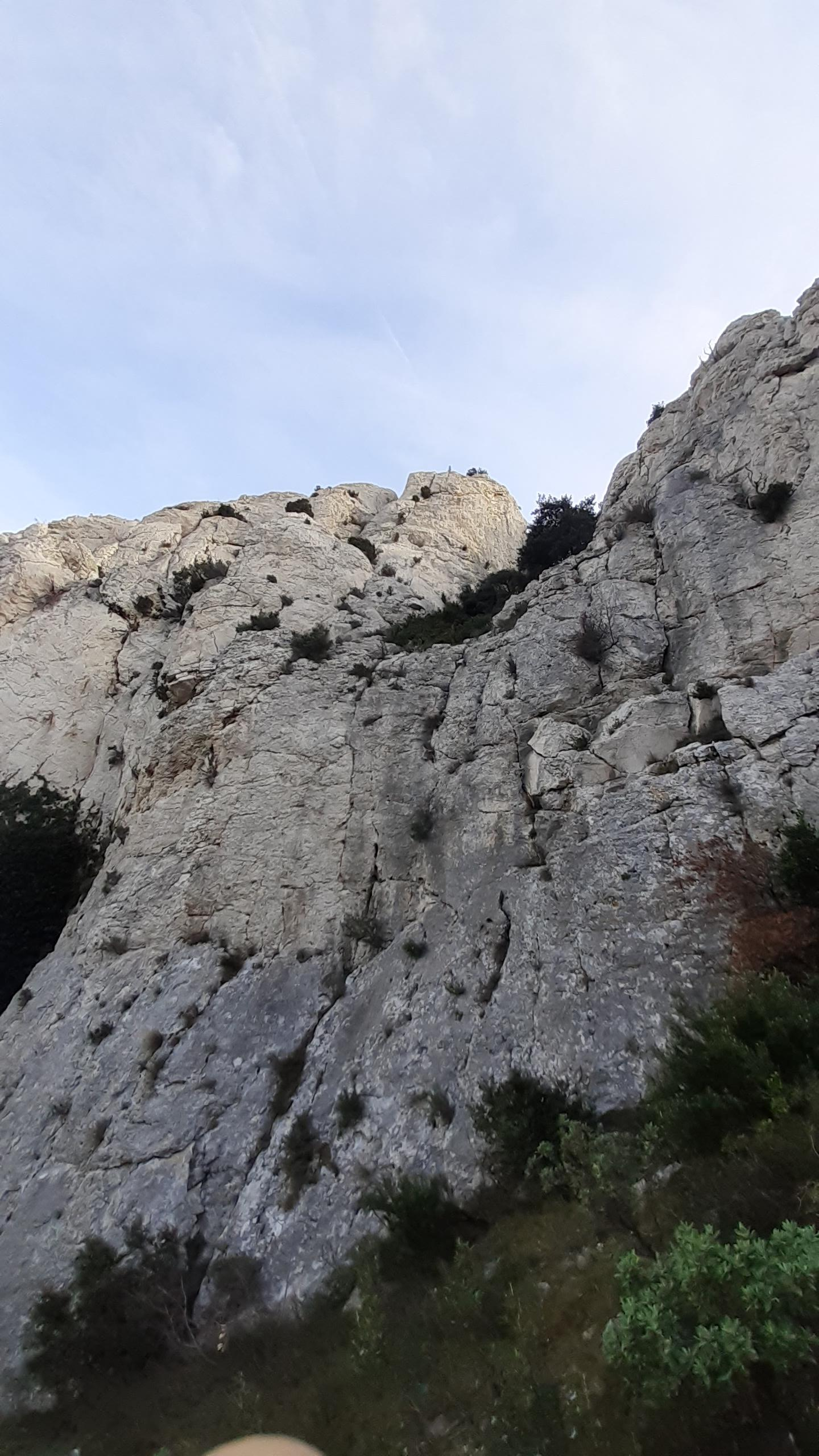
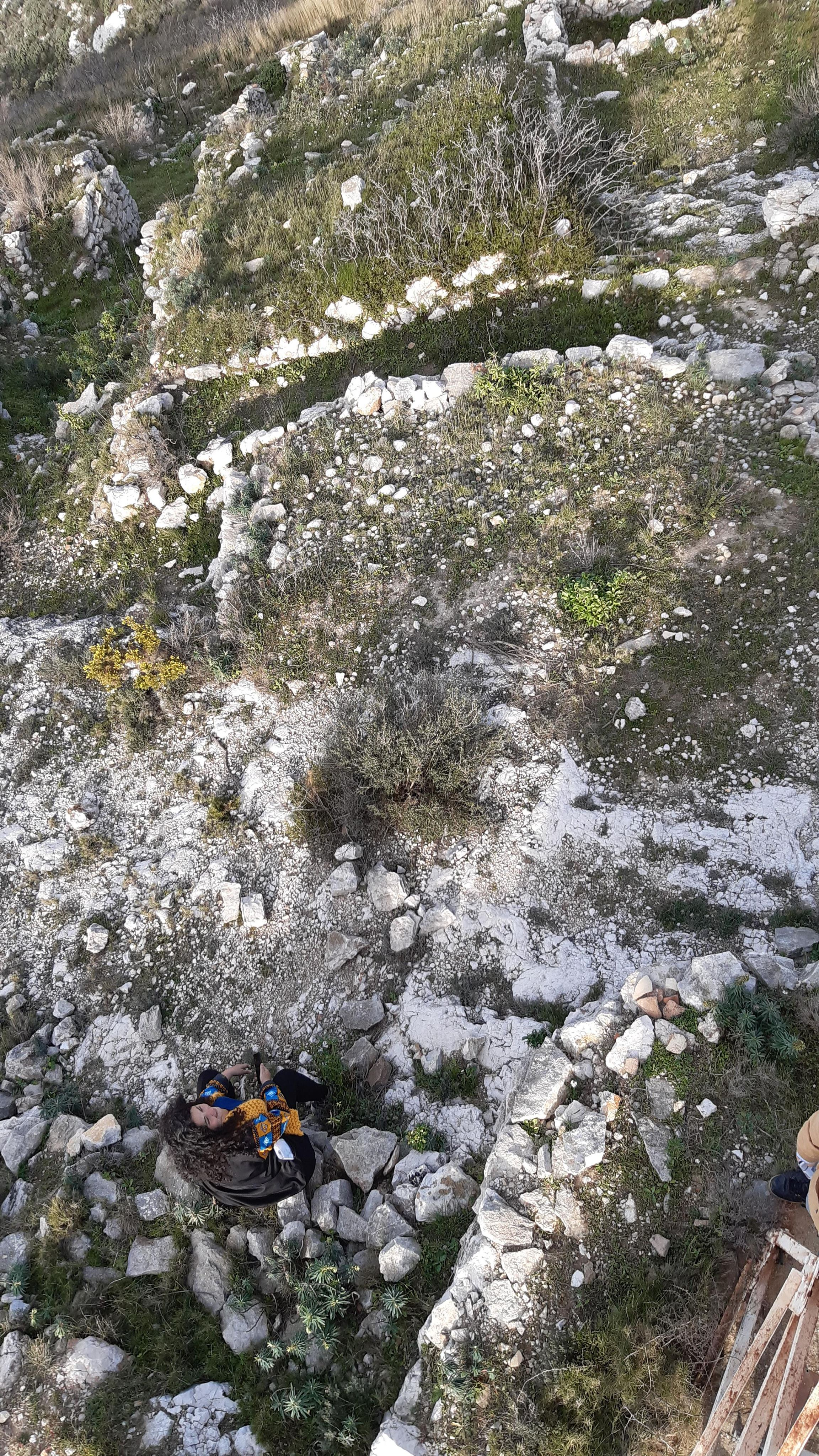

## Historique des fouilles
Soupçonné dès le début du XXe siècle, ce n'est qu'à la fin des années 60 que le site est exploré de manière systématique. Cependant des traces de fouilles clandestines, antérieures à 1946, ont pu être relevées.
Une première phase de fouilles se déroule de 1967 à 1972. Elle porte essentiellement sur la voie d'accès, l'entrée de l'oppidum et la partie Nord-est de l'agglomération. Une seconde phase de fouilles débute en 1972 et dégage le quartier d'habitation autour de l'entrée de l'oppidum. Finalement, au cours des années 90, la zone sommitale est explorée et suggère l'existence d'un espace à vocation cultuel.
Deux accès sont possibles qui rejoignent deux quartiers : l’accès par la tour de ventilation, abrupt et facile à défendre, au pieds du petit quartier (pointe au nord), avec quelques cellules seulement, alignées, dont une présentant une cuvette creusée remarquable et d'autres des murs taillés dans la roche sur plus d'un mètre. L'autre accès se fait par la crête sud-ouest, bordée par un glacis à découvert permet d'accéder au grand quartier sur le sommet. Ce quartier présente un mur de défense à l'ouest, et un nombre important de cellules sur plusieurs niveaux, dont certaines avec des murs taillés.
L'ensemble bénéficie d'une vue à 360 degrés et se révèle facile à protéger.

## Découvertes remarquables

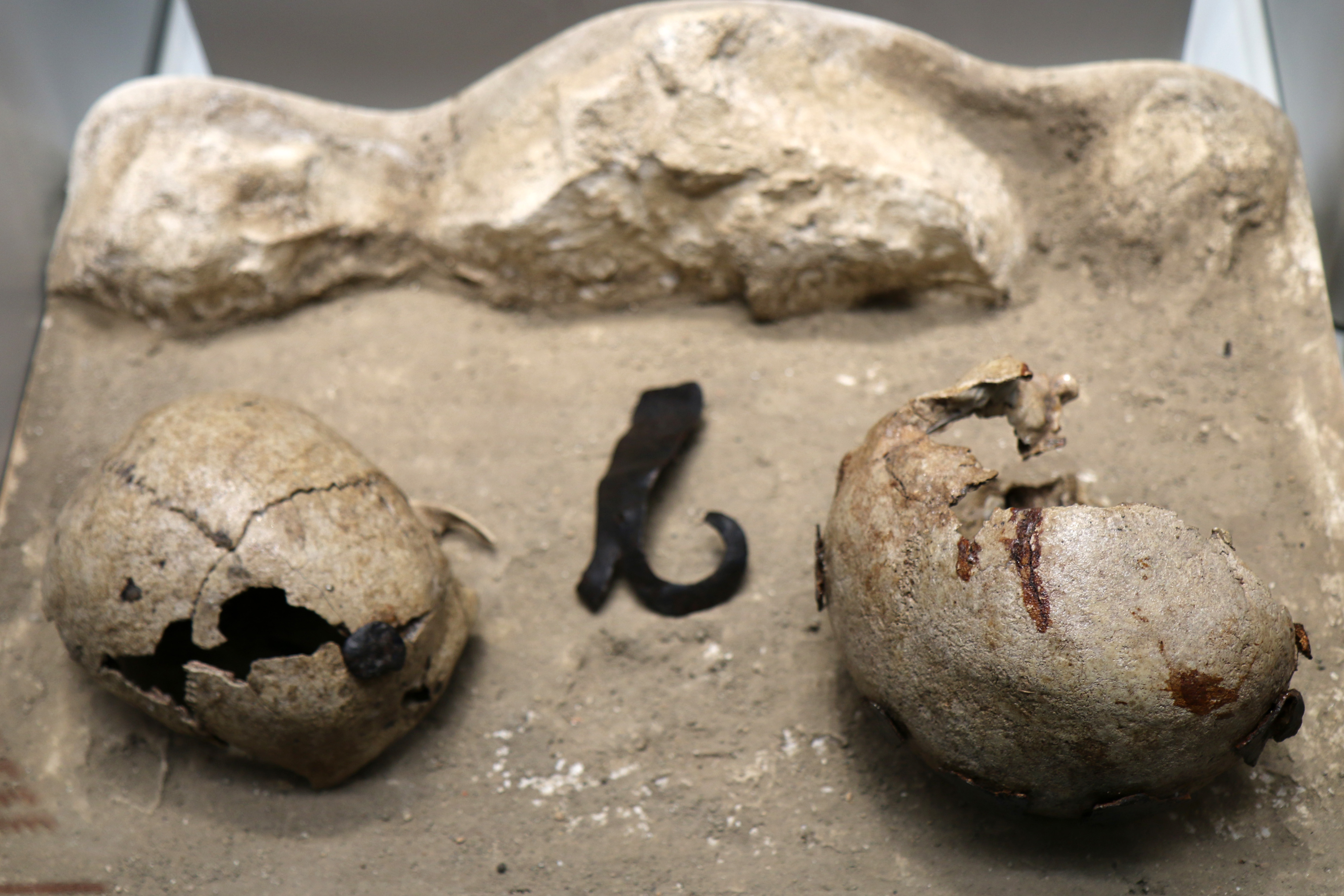
Trophées de crâne humain trouvés sur l'oppidum de la Cloche et présentés au musée d'histoire de Marseille

Parmi les découvertes faites sur l'oppidum figurent les fragments datant du IIIe siècle av. J.-C., d’une statue de guerrier assis en tailleur, vêtu d'une cuirasse. Cette statue est analogue à celles qui ont été retrouvées sur l'oppidum salyen d'Entremont. Les fragments retrouvés permettent de reconstituer la tête, une partie du torse et le bras gauche de la statue. La main porte la gravure d'une bague coudée d'un modèle qui a pu être retrouvé en fouilles, à la fois sur le site même, mais aussi sur d'autres établissements contemporains. Cette statue est aujourd'hui exposée au Musée d'histoire de Marseille.
Parmi les autres objets exposés en sa compagnie, on peut voir des crânes humains destinés à être exposés sur un linteau de porte, des outils et des armes.